# 上西町
上西町（かみにしちょう）は静岡県浜松市中央区の町名である。丁番を持たない単独町名である。住居表示未実施。

## 地理
上西は浜松市中央区東部の町名。北部はイオンモール浜松市野や浜松ICがある長上地区、東部は大手ディーラーが立ち並ぶ自動車街で有名な国道152号が通り、浜松アリーナを含む東側地域の和田地区、南部には浜松労災病院や県下でも児童最多として知られる蒲小学校があり、西部で早出、曳馬と接する。町内は主に住宅地からなり、規模の大きいマンションがいくつか立ち並び、周辺には多くの商業施設が立ち並ぶ、そんな住宅地を形成している。
なお、最近は浜松プラザのイトーヨーカドー浜松宮竹店、ニトリ等があったWEST棟が閉店したが、跡地に2017年9月1日、コストコ浜松がオープンした。

## 河川
- 芳川

## 歴史

### 沿革
- 1889年（明治22年）4月1日 - 町村制の施行により、神立村、将監名村、西塚村、上西村、丸塚村、上新屋村、植松村、宮竹村、大蒲村、下村が合併して長上郡蒲村が発足。
- 1896年（明治29年）4月1日 - 郡制の施行により所属郡が浜名郡に変更。
- 1939年（昭和14年）7月1日 - 浜松市に編入。同日蒲村廃止。
- 1979年（昭和54年）-ニチイ宮竹店が開店。
- 1997年（平成9年）3月31日-ニチイ宮竹店が閉店。後「サティ宮竹店」となる。
- 2000年（平成12年）11月30日 - 東棉紡績浜松工場跡地約10万m2に、浜松プラザ開業。
- 2007年（平成19年）4月1日 - 浜松市が政令指定都市に移行し、旧村域は東区の所属となる。
- 2015年（平成27年）1月18日 - イトーヨーカドー浜松宮竹店が閉店。
- 2016年（平成28年）9月20日 - スターバックス浜松フレスポ店が閉店。
- 2017年（平成29年）9月1日 - コストコ浜松が開店。
- 2024年（令和6年）1月1日 - 浜松市が行政区再編を行い、中央区の所属となる。

### 地名の由来
1887年（明治20年)に上之郷村と西在所村が合併し、それぞれの村の頭文字をとった。

## 世帯数と人口
2018年（平成30年）12月1日現在の世帯数と人口は以下の通りである。
| 町丁   | 世帯数    | 人口    |
| ------ | --------- | ------- |
| 上西町 | 1,657世帯 | 4,001人 |

## 小・中学校の学区
市立小・中学校に通う場合、学区は以下の通りとなる。
| 番・番地等 | 小学校           | 中学校             |
| ---------- | ---------------- | ------------------ |
| 全域       | 浜松市立蒲小学校 | 浜松市立丸塚中学校 |

## 施設
- 浜松プラザ
- TSUTAYA浜松中央店
- 丸塚中学校（運動場の南側・テニスコートが本町にあるが、住所は丸塚町である。）
- コストコホールセールジャパン浜松倉庫店

## 交通

### 鉄道
町域に鉄道は通っていない。

### バス
- 遠鉄バス
  - 71・74・77・78蒲線、73笠井線（浜松駅方面 - ）上西町（ - 東高入口／イオンモール浜松市野／産業展示館／笠井上町 方面）
  - 75・76笠井線：（宮竹・浜松駅方面 - ）浜松プラザ（ - 天王・上石田・笠井上町方面）

### 道路
- 静岡県道45号天竜浜松線（笠井街道）

## その他

### 日本郵便
- 郵便番号 : 435-0048[3]（集配局：浜松東郵便局[7]）。

### 警察
町内の警察の管轄区域は以下の通りである。
| 番・番地等 | 警察署       | 交番・駐在所 |
| ---------- | ------------ | ------------ |
| 全域       | 浜松東警察署 | 蒲交番       |